# Sahara (film 1929)
Sahara (Love in the Desert) è un film del 1929 diretto da George Melford. Prodotto e distribuito dalla Film Booking Offices of America (FBO), aveva come interpreti Olive Borden, Hugh Trevor, Noah Beery, Frank Leigh.

## Trama
In viaggio nell'Africa del nord mentre sta recandosi a visitare gli impianti di un progetto di irrigazione, Bob Winslow viene rapito dal brigante Abdullah alla guida della sua banda di fuorilegge. Tenuto prigioniero in vista di un riscatto, Winslow riesce a fuggire aiutato da Zarah, una bellissima ragazza araba. Furioso, Abdullah minaccia un massacro se Zarah non tornerà da lui. Lei si arrende, ma Wislow combatte per lei e, in un corpo a corpo, uccide il bandito.

## Produzione
Il film fu prodotto dalla Film Booking Offices of America (FBO).

## Distribuzione
Il copyright del film, richiesto dalla F.B.O. Productions, Inc., fu registrato il 27 gennaio 1929 con il numero LP103.

Distribuito dalla Film Booking Offices of America (FBO), il film uscì nelle sale cinematografiche statunitensi sia nella versione muta di 1.635,25 metri (27 gennaio 1929) che in quella sonora di 1.940,05 metri (17 marzo 1929). In Finlandia, fu distribuito il 10 febbraio 1930; in Svezia, con il titolo Öknens ros, il 15 marzo 1930; in Spagna, intitolato Condición de paz, fu presentato a Barcellona il 27 settembre 1930 e a Madrid il 19 gennaio 1931.
In Italia, l'ufficio censura rilasciò nell'ottobre 1930 il visto numero 26077 con riserva, con l'indicazione di "Togliere ogni scena dialogata o comunque parlata in lingua straniera."
Copia completa della pellicola si trova conservata negli archivi della Cineteca del Friuli di Gemona e in quelli dell'Archives du Film du CNC di Bois d'Arcy.